# 柯相 (正德進士)
柯相（1481年—1557年），字元卿，號獅山，直隸池州府貴池縣人，軍籍，明朝政治人物。

## 生平
正德八年（1513年）癸酉科應天府鄉試第三十六名舉人。正德十二年（1517年）中式丁丑科會試第一百十一名，登第三甲第四十六名進士。初授永新县知县，十四年十二月丁父忧归。服阕，起补商河县。嘉靖四年（1525年）三月选授南京兵科给事中，五月母亲杨氏去世，归乡守制。服阕，起复原职。出为浙江宁波府、湖广武昌府知府，十七年（1538年）二月升四川按察司副使，二十年二月升广东布政司左参政，二十二年七月升浙江按察使，升河南右布政使，二十三年十二月升都察院右副都御史、巡抚陕西，二十五年三月调河南巡抚，八月後勒令閑住，十二月復起代理，二十六年正月由范鏓接任。卒年七十七。

## 家族
曾祖柯玫裕；祖父柯蓉；父柯本郁（1455年-1519年），號澹菴。前母馬氏；母楊氏（1453年-1525年），累贈太恭人。具庆下。兄桂、弟榶、棣。